# Peluda d'ulls grossos
La peluda d'ulls grossos o palaia d'ulls grossos (Arnoglossus rueppelii) és un peix teleosti de la família dels bòtids i de l'ordre dels pleuronectiformes.

## Morfologia
Pot arribar als 15 cm de llargària total.

## Distribució geogràfica
Es troba des de les costes del Mediterrani Occidental fins al Sàhara Occidental, incloent-hi Gibraltar, el Marroc i les Illes Canàries.